# Japanische Kriegsverbrecher des Zweiten Weltkriegs
Japanische Kriegsverbrecher des Zweiten Weltkriegs gehörten zu denjenigen Personen, von denen die japanische Gesellschaft nach dem Pazifikkrieg gesäubert und die während der Besatzungszeit in Japan strafrechtlich verfolgt werden sollten. 

## Definition

### Im Rahmen der politischen Säuberung (purge)
Die in der Potsdamer Erklärung geforderte Säuberung Japans vom Einfluss derjenigen, „die das japanische Volk getäuscht und irregeleitet hatten“, vergleichbar mit der Entnazifizierung im besetzten Deutschland, begann im Oktober 1945. Die Grundsätze der als Präventivmaßnahme ohne Strafcharakter gekennzeichneten Aktion wurden am 4. Januar 1946 in der Direktive SCAPIN 550 von General Douglas MacArthur der japanischen Regierung mitgeteilt. Der betroffene Personenkreis war in sieben Kategorien klassifiziert:
- A Kriegsverbrecher,
- B Militärs ab Generalstabsrang, alle Offiziere und Mannschaften der Militärpolizei und der Geheimdienste, alle höheren Ränge im Kriegs- und Marineministerium,
- C verantwortliche Mitglieder von 123 ultranationalistischen, terroristischen oder geheimen Organisationen,
- D bestimmte einflussreiche Mitglieder von Vereinigungen wie der Gesellschaft zur Unterstützung der Kaiserlichen Herrschaft,
- E Funktionäre von wirtschaftlichen Organisationen zur Ausbeutung der besetzten Gebiete,
- F leitende Angehörige des japanischen Regimes in den besetzten Territorien,
- G „weitere Militaristen und Ultranationalisten“ (in diese Kategorie fielen auch Künstler, Schriftsteller, Publizisten, Wirtschaftsführer, die irgendwie die japanischen Kriegsziele propagiert und unterstützt hatten).

Kriegsverbrecher waren Personen, die wegen des Verdachts, Kriegsverbrechen begangen zu haben, verhaftet worden waren. Kriegsverbrechen definierte die Direktive allerdings nicht.

### Im Rahmen der Strafverfolgung
Die ebenfalls in der Potsdamer Erklärung angekündigte Strafverfolgung von Kriegsverbrechern wurde nach der Kapitulation Japans von der Far Eastern Commission (FEC) konkretisiert. In ihrer Policy Decision vom 3. April 1946 definierte sie nicht nur, was unter „Kriegsverbrechen“ zu verstehen sein sollte, sie ermächtigte auch den Supreme Commander for the Allied Powers (SCAP), einen internationalen Gerichtshof zu errichten und zu bestimmen, welche Kriegsverbrecher dort angeklagt werden sollten. Die nationalen Regierungen der ehemals von Japan im Krieg eroberten und besetzten Gebiete einschließlich der US-amerikanischen sollten außerdem nationale Militärgerichte für diejenigen Kriegsverbrecher errichten, die nicht vor den internationalen Gerichtshof gestellt werden sollten.  
Für die strafrechtliche Aburteilung der Hauptkriegsverbrecher (major war criminals) errichtete SCAP Douglas MacArthur am 19. Januar 1946 den Internationalen Militärgerichtshof für den Fernen Osten mit Sitz in Tokio. Nach Art. 5 der Charter of the International Military Tribunal for the Far East (Jurisdiction Over Persons and Offenses) war der Militärgerichtshof in Übereinstimmung mit der Policy Decision der FEC und dem Londoner Statut vom 8. August 1945 zuständig für Verbrechen gegen den Frieden (Art. 5 a), konventionelle Kriegsverbrechen (Art. 5 b), insbesondere Verstöße gegen die Gesetze und Gebräuche des Krieges sowie für Verbrechen gegen die Menschlichkeit (Art. 5 c). In den Tokioter Prozessen wurden gegen 28 Angeklagte insbesondere nach Art. 5 a wegen Verbrechen gegen den Frieden, auch genannt Klasse A-Angeklagte verhandelt. 
Nur wegen konventioneller Kriegsverbrechen Angeklagte wurden danach als Klasse B-Angeklagte, wegen Verbrechen gegen die Menschlichkeit Angeklagte als Klasse C-Angeklagte bezeichnet.
Für die Bestrafung von Verbrechen, die seit dem 2. September 1939 in Kriegen gegen das Vereinigte Königreich begangen werden, hatte George VI. bereits im Juni 1945 die Regulations for the Trial of War Criminals erlassen.
Der Status einiger Personen als Kriegsverbrecher ist in Japan sehr umstritten. Nicht alle von den Alliierten als Kriegsverbrecher angesehene Personen wurden auch juristisch verfolgt. Grund dafür waren meist pragmatische Erwägungen, wie im Fall des Kaisers Hirohito, den man zwar seitens der USA als den führenden Kriegsverbrecher ansah, aber – abgesehen von seiner faktischen Entmachtung – nicht verfolgte, da man seine Kooperation als nützlich erachtete. Ein anderer bekannter Fall ist der des Shirō Ishii, der trotz unmenschlicher „medizinischer“ und bakteriologischer Experimente an lebenden Menschen in der sog. Einheit 731 von den USA gegen Aushändigung seiner Forschungsergebnisse nicht nur von der Todesstrafe, sondern der weiteren Verfolgung überhaupt verschont wurde.

#### Klasse A (Verbrechen gegen den Frieden)
Die meisten führenden japanischen Politiker und Militärführer wurden aufgrund ihrer verantwortlichen Stellung in der Regierung wegen Verbrechen gegen den Frieden angeklagt und in die Klasse „A“ eingestuft. Die Liste umfasste ursprünglich Hunderte von Japanern. Für die Aburteilung dieser Politiker wurde ähnlich dem Internationalen Militärgerichtshof in Nürnberg der Internationale Militärgerichtshof für den Fernen Osten (IMTFE) mit Sitz in Tokio eingerichtet. Bei den Tokioter Prozessen in den Jahren 1946 bis 1948 wurden schließlich nur 28 von ihnen angeklagt, davon wurden sieben zum Tode verurteilt und alle am 23. Dezember 1948, dem Geburtstag von Prinz Akihito, im Sugamo-Gefängnis in Tokio hingerichtet, die 18 anderen Verurteilten bekamen Gefängnisstrafen.
Die juristischen Grundlagen der Urteile sind mit dem Beigeschmack der „Siegerjustiz“ behaftet, da den verurteilten Personen keine persönliche Schuld nachgewiesen werden konnte und sie daher nach Rechtskonstrukten verurteilt wurden, die in Japan überhaupt nicht existierten wie „Verschwörung zu einem Angriffskrieg“ und das „wissentliche Dulden“ der Misshandlung von Kriegsgefangenen und nach US-Interessen andere Schuldige willkürlich von Strafverfolgung ausgenommen wurden. Daher wird der Status der verurteilten Personen auch in Zukunft umstritten bleiben.
Folgendes Zitat aus den Memoiren des US-amerikanischen Geheimdienstoffiziers Elliott Thorpe kann als Beispiel für die lässige Bearbeitung der Fälle durch die amerikanischen Okkupationsbehörden dienen:

“Kenji Doihara was something else. He was an able army officer with unusual ability in many directions. […] There were many Japanese Leaders whose careers were much more dubious than Doihara's, but they were fortunate enough not to become known to the Western press. I finally put Doihara's name on the war criminal list, because he had taken an aggressive part in the unwarranted attack on China in 1938. Anyway, our people wanted to hang him. So they did.”

„Kenji Doihara war etwas anderes. Er war ein fähiger Armeeoffizier mit in vieler Hinsicht ungewöhnlichen Fähigkeiten. […] Es gab viele japanische Führungspersonen, deren Karrieren weitaus zweifelhafter als die Doiharas waren, die jedoch das Glück hatten, der westlichen Presse nicht bekannt zu werden. [siehe Weblinks] Ich setzte schließlich Doiharas Namen auf die Liste der Kriegsverbrecher, weil er einen aggressiven Anteil an dem ungerechtfertigten Angriff auf China im Jahr 1938 hatte. Wie dem auch sei, unsere Leute wollten Doihara hängen. Und so taten sie es.“

Premierminister Hideki Tōjō wurde zum Tode verurteilt und gehängt. Ihm warf man Verschwörung zu einem Angriffskrieg und wissentliche Duldung der Misshandlung und Tötung von Kriegsgefangenen vor. Seine Rolle als Militarist und Kriegstreiber ist jedoch unbestritten. Er war einer der Befürworter des wegen der verspäteten Kriegserklärung formal völkerrechtswidrigen Angriffes auf Pearl Harbor.
Weitere der in diese Klasse eingestuften Personen:
- Kenji Doihara
- Iwane Matsui insbesondere für seine Verantwortung am Nanking-Massaker
- Kimura Heitarō
- Koki Hirota
- Seishiro Itagaki
- Akira Muto
- Matsuoka Yōsuke
- Osami Nagano
- Toshio Shiratori
- Kiichiro Hiranuma
- Kuniaki Koiso
- Yoshijiro Umezu
- Shigenori Togo

#### Klassen B (konventionelle Kriegsverbrechen) und C (Verbrechen gegen die Menschlichkeit)
In diese Klassen wurden Japaner wegen konventioneller Kriegsverbrechen oder Verbrechen gegen die Menschlichkeit eingestuft. Sie sollten von nationalen Gerichten an den jeweiligen Begehungsorten abgeurteilt werden. Aus einer Liste von mehreren Hunderttausend möglichen Angeklagten wurden lediglich 5472 vor Gericht gebracht, 4019 verurteilt, von diesen 902 exekutiert, der Rest erhielt Gefängnisstrafen.
319 derartige Fälle wurden in den Kriegsverbrecherprozessen von Yokohama verhandelt, weitere in China, auf Guam, in Indochina, Manila, Neuguinea, Niederländisch-Indien, Shanghai und Singapur.
Darunter befanden sich auch mehrere Angehörige der berüchtigten Einheit 731, die einer Verurteilung im Gegenzug zur Übergabe der Ergebnisse ihrer brutalen biologischen und chemischen Experimente an lebenden Gefangenen an das US-Militär entkamen. General Douglas MacArthur bot ihnen im Einverständnis mit der US-Regierung gegen ihre Daten eine Amnestie an.
Dass nur so wenige der Verdächtigen vor Gericht gebracht oder gar verurteilt wurden, wird verschiedenen Ursachen zugeschrieben:
- zu geringen zeitlichen und personellen Ressourcen bei den Anklägern
- der Vernichtung belastender Materialien zu Kriegsende durch Kriegseinwirkungen und die Japaner
- fehlende Kooperation bis hin zu offener Feindseligkeit der japanischen Beamten, ohne die man der Verdächtigten und Zeugen kaum habhaft werden konnte
- die bereits angesprochenen Eigeninteressen der US-Militärs und -Regierung

Im Jahre 1948 beschlossen die Vereinigten Staaten, die Verfolgung von Kriegsverbrechern in Japan nicht fortzuführen, so dass auch einige der schlimmsten Verbrecher der Verfolgung entgingen.
Als Ursache dafür wird gesehen, dass Japan zunehmend als wichtiger Alliierter im Kalten Krieg benötigt wurde. Im Jahre 1948 wurde der Rest der Klasse-A-Kriegsverbrecher, der nicht hingerichtet worden war, aus der Haft entlassen und kam teils problemlos wieder in Führungspositionen von Wirtschaft, Politik und Erziehungswesen unter.
Wegen der fehlenden Kooperation der US-Besatzungsmacht waren die anderen, weiter an der Verfolgung interessierten Alliierten wie Australien kaum noch zu effizientem Handeln in der Lage.
Ihr formales Ende fand die Verfolgung 1952 mit dem Friedensvertrag zwischen den USA und Japan, der allen bis dahin nicht im Gefängnis sitzenden Kriegsverbrechern eine Generalamnestie zusicherte. Hier verfolgte die USA eine andere Politik als bei der zumindest in Ansätzen beabsichtigten Entnazifizierung in Deutschland: sogar der als Kriegsverbrecher inhaftierte Nobusuke Kishi konnte später Premierminister Japans werden.